# Hypolimnas coelia
Hypolimnas coelia är en fjärilsart som beskrevs av Hans Fruhstorfer 1903. Hypolimnas coelia ingår i släktet Hypolimnas och familjen praktfjärilar. Inga underarter finns listade i Catalogue of Life.